# 원강수
원강수(元康修, 1970년 3월 7일~)은 대한민국의 기자 출신 정치인이다. 제32대 강원특별자치도 원주시장(민선 8기)이다.

## 학력
- 횡성초등학교 졸업
- 원주대성중학교 졸업
- 대성고등학교 졸업
- 강원대학교 공법학과 졸업
- 강원대학교 대학원 법학 석사과정 수료

## 경력
- YBN영서방송 기자
- YBN영서방송 뉴스앵커
- 2001.03~2013.06 YBN영서방송 보도팀장
- 2014.07~2018.03 제9대 강원도의회 의원
  - 2015.05~2016.06 제9대 강원도의회 재정건전화특별위원회 위원장
- 2016.11~2018.03 새누리당 강원도당 대변인
- 2017.05~2018.03 제9대 강원도의회 재정정책연구회 회장
- 2017.02~2018.12 자유한국당 강원도당 원주시 을 당협위원장
- 2019.09~ : 사단법인 원주시정연구원 원장
- 2020.11~ : 원주시민공감연대 대표
- 윤석열 국민캠프 강원도 선거대책위원회 대변인
- 윤석열 국민캠프 강원도 선거대책위원회 수석부위원장
- 2022.07~ : 제32대 민선 8기 강원도 원주시장

## 역대 선거 결과
|  | 52.54% |

|  | 53.55% |